# Jakob Levy
Jakob Levy (meist Jacob Levy, hebräisch יעקב לוי; geboren am 19. Mai 1819 in Dobrzyca, Provinz Posen, Königreich Preußen; gestorben am 27. Februar 1892 in Breslau, Deutsches Kaiserreich) war ein deutscher Rabbiner und orientalistischer Sprachwissenschaftler.

## Leben
Jacob Levy war ein Sohn des Rabbiners Isaac Levy in Schildberg. Von diesem erhielt er ersten Talmudunterricht. Er war sieben Jahre lang Schüler bei Akiba Eger in Posen.  Von Eger wurde er auch ordiniert. Morenuzeugnisse erhielt er auch aus Kempen und Ostrowo. Er besuchte das katholische Matthias-Gymnasium in Breslau (Abitur April 1843) und studierte von 1842 (extra ordinem) bis 1845 Philosophie und orientalische Sprachen an der Universität Breslau. Den Doktortitel erhielt er am 12. September 1845 an der Universität Halle.
Von April 1845 bis 1850 amtierte Levy als Rabbiner und Religionslehrer in Rosenberg in Oberschlesien. Er war Anhänger der konservativen „Theologen-Versammlung“ des Zacharias Frankel. Nachdem er sein Amt wegen trüber „Intriguen“ niedergelegt hatte, zog er zurück nach Breslau, ohne sich vorher seiner beruflichen Möglichkeiten in Breslau vergewissert zu haben. Dort lehrte er dann an der Religionsschule der Altgläubigen und wurde 1857 Rabbinats-Assessor in der Gemeinde Breslau. Später hatte er noch andere Funktionen inne; unter anderem war er von 1878 bis zu seinem Tod bei der Mora-Salomon-Leipziger-Stiftung beschäftigt. 1857 wurde er Dajan in Breslau.
In Breslau gab es seit 1854 das Jüdisch-Theologische Seminar Fraenckel’sche Stiftung, das von Zacharias Frankel geleitet wurde. Sein Hauptpublikationsorgan hieß Monatsschrift für Geschichte und Wissenschaft des Judenthums. Aus einer Vortragsreihe über „verschiedene Geistesproducte des jüdischen Alterthums“, die Levy dort gehalten hatte, ging der „Verein zur Verbreitung der Wissenschaft des Judenthums“ hervor, der sich Ende 1861 konstituierte und bald eine dreistellige Mitgliederzahl hatte.
Im Jahre 1871 wurde Levy Klausrabbiner und Morenu des Leipziger Beth-Hamidrasch-Stifts in Breslau (Gartenstraße 43).
Levy war Mitglied der Deutschen Morgenländischen Gesellschaft.
Levy wurde besonders durch sein Neuhebräisches und chaldäisches Wörterbuch über die Talmudim und Midraschim (vier Bände, 1876–79) bekannt. Im Juli 1875 verlieh ihm das preußische Ministerium den Titel „Königlicher Professor“. Er war ein Onkel von Ismar Elbogen.

## Veröffentlichungen (Auswahl)
- De indole atque origine cum recentiorum hebraicorum tum Mischnaicorum librorum. Dissertation, Halle 1845.
- Die Präsidentur im Synhedrium. In: Monatsschrift für Geschichte und Wissenschaft des Judenthums. Herausgg. von Zacharias Frankel, 4. Jahrgang, Heft 7, Dresden, Breslau, Berlin 1855, S. 266 ff. (Digitalisat in Compact Memory).
- Beiträge zur Revision der Thargumim. In: Zeitschrift der Deutschen Morgenländischen Gesellschaft, Band 14. 1860. S. 269–277 (Digitalisat).
- Chaldäisches Wörterbuch über die Targumim und einen großen Theil des rabbinischen Schriftthums. Zwei Bände, Baumgärtner, Leipzig 1867–1868 (Digitalisat).
- Neuhebräisches und chaldäisches Wörterbuch über die Talmudim und Midraschim. Vier Bände, Brockhaus, Leipzig 1876–1879 (Digitalisat).